# Ardisia nagelii
Ardisia nagelii är en viveväxtart som beskrevs av Carl Christian Mez. Ardisia nagelii ingår i släktet Ardisia och familjen viveväxter. Inga underarter finns listade i Catalogue of Life.